# Zepelín

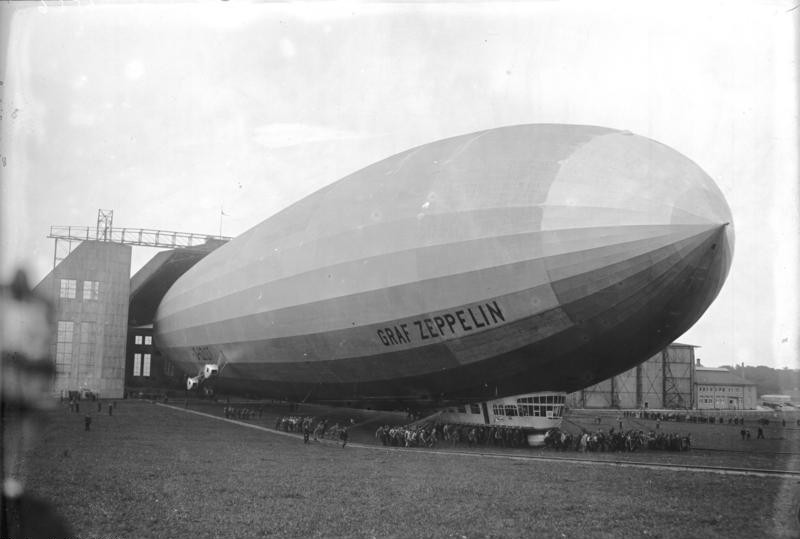
LZ 127

Zepelin (nověji zepelín, čti cepelín) je označení pro rozměrné tuhé vzducholodi pojmenované po svém vynálezci a výrobci, hraběti Ferdinandovi von Zeppelin.
Z celkového počtu cca 170 ztužených vzducholodí postavil Ferdinand von Zeppelin a jím založená firma Luftschiffbau Zeppelin téměř 120 vzducholodí – viz seznam zepelínů. Proto se označení zepelín stalo obecným označením tohoto typu vzducholodí bez ohledu na jejich původ.
Německé lodě typu Zepelín sloužily během první světové války jako první letecké bombardéry. Od jejich používání se začalo upouštět po řadě nehod způsobených nepřízní počasí, úderem blesku, nebo nekázní posádky. Přednost začala dostávat pro svou vyšší bezpečnost letadla, ale až do začátku druhé světové války sloužily vzducholodě pro výzkumné, civilní a nákladní účely. V Americe vzducholodě sloužily pro armádní a námořní účely až do roku 1961. 
Zepelín postavil mezi lety 1900 a 1938 sto vzducholodí, z nichž se mezi nejvýznamnější počítá LZ 129 s délkou 245 metrů a maximální rychlostí 131 km/h.
Nejvýznamnější osobností v oblasti vzducholodí byl bezesporu Hugo Eckener, který se zasadil o stavbu vzducholodí Graf Zeppelin a Hindenburg. Plánoval velkolepý rozvoj vzducholodní dopravy. Po katastrofě Hindenburgu a hlavně začátku 2. světové války vzaly jeho plány za své.

## Další významy
- cepelín = nafouklé břicho[3]
- mít cepelína = být nadmutý[3]
- cepelíny – plněné bramborové knedlíky v litevské kuchyni[4]